# 錫卡莫爾鎮區 (巴特勒縣)
錫卡莫爾鎮區（英語：Sycamore Township）為位在美國堪薩斯州巴特勒縣的鎮區。2010年美国人口普查中該鎮區人口有343人。

## 歷史
錫卡莫爾鎮區於1871年設立。

## 地理
錫卡莫爾鎮區涵蓋面積297.01平方（114.68平方英里），境內擁有一座城鎮：卡索迪。

### 墓園
根據美國地質調查局的資料，此鎮區僅有1座墓園：
- 卡索迪墓園（Cassoday Cemetery）

### 溪流
通過此鎮區的溪流有：
- 斯庫爾分支（School Branch）

## 人口統計
根據2010年美國人口普查，錫卡莫爾鎮區人口有343人，人口密度為1.16人/平方公里。種族方面，96.79%為白人；0.87%為非裔美洲人；0.29%為美洲原住民；0.29%為亞洲人；0.29%為太平洋島民；0.29%為其他種族；另外有1.17%為兩個或以上的種族。而西班牙裔美國人或拉丁美洲人佔該鎮區人口的1.75%。

## 外部連結
- Butler County Website
- City-Data.com （页面存档备份，存于）
- Butler County Maps: Current （页面存档备份，存于）, 1936 （页面存档备份，存于）